# Puerto de Punta Quilla
Puerto de Punta Quilla es una localidad del departamento Corpen Aike en la provincia de Santa Cruz, Argentina.

## Características
Se encuentra ubicado en la margen sur de la ría a unos 17 km de Puerto Santa Cruz, conectándose con la ruta nacional 288 y a unos 4,5 km de la desembocadura del río Santa Cruz en el Mar Argentino, donde se encuentra la punta que le da el nombre a la localidad. La actividad económica principal es el desembarque pesquero.
Su inauguración data de 1978 y desde entonces se ha convertido en un importante puerto de ultramar y también en uno de los principales atractivos turísticos del lugar, su moderna plataforma de 158 metros de longitud y 30 de ancho y un doble de frente de 280 metros. Su reciente apogeo, le ha restado importancia a Puerto Santa Cruz.
Tiene servicio de iluminación y balizamiento además de un suministro de energía eléctrica, combustible, agencias marítimas, agua potable, depósitos fiscales, almacenaje, estacionamiento para camiones, un sistema contra incendios, estibaje, una plazoleta de contenedores, además de algunos proveedores de alimentos, su fondeadero tiene profundidades de hasta 26 metros. Permite la operación de dos buques de hasta 130 metros de eslora. Hay un puesto de Prefectura Naval Argentina.
Tras estar sin actividad en sus primeros años, en 1991 se desembarcaron 377 toneladas de pescado, que pasaron a 3.199 en 1992, 96.378 en 1993, y 129.250 en 1994. En ese año fue el segundo puerto más importante de la Patagonia Argentina tras Puerto Madryn. Luego se orientó al desembarco de calamares y en diciembre de 2006 se inauguró una planta de procesamiento para dicha actividad.
En 2016 durante la gobernación de Alicia Kirchner comenzaron obras para la modernización del puerto, destinado a la instalación de una Planta de Silos, con el objeto de almacenamiento de granos destinados a la suplementación alimentaria de diversas especies animales.